# Януш Онишкевич
Я́нуш Адам Онишке́вич (пол. Janusz Adam Onyszkiewicz; *18 грудня 1937, Львів) — польський політик, математик, альпініст та спелеолог, двічі займав посаду міністра національної оборони (1992–1993, 1997–2000), депутат сейму X, I, II i III скликань, з 2004 по 2009 був депутатом Європейського парламенту (до 2007 року віце-голова ЄП, з 2007 віце-голова Комісії закордонних справ ЄП).

## Нагороди
- Медаль Менфреда Ворнера
- Орден князя Гедиміна
- Орден Леопольда II